# Klik

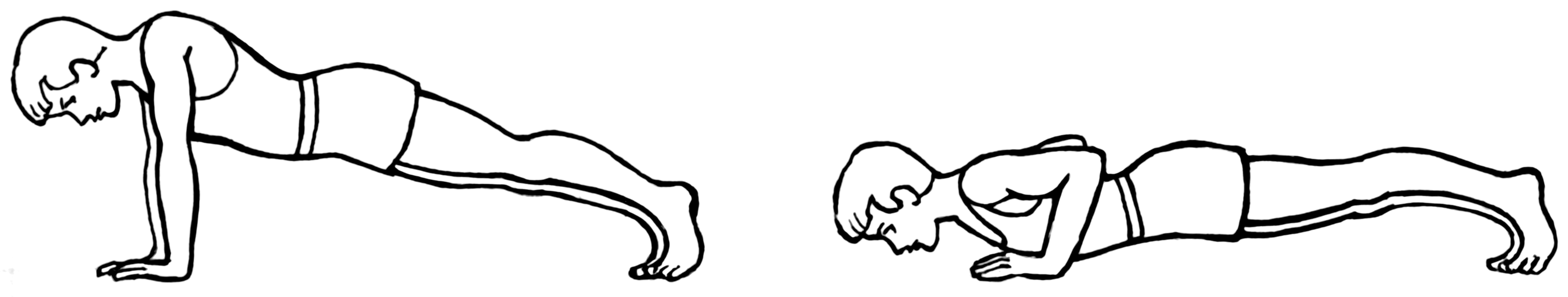
Pohled z boku na provedení kliku

Klik (neboli vzpor ležmo) je posilovací cvik zaměřený rozvíjející hlavně a především horní část těla. Je vhodný pro všechny věkové kategorie i pro různě pokročilé cvičence. Je zaměřen především na prsní svalstvo, tricepsy, (břišní svaly – např. přímý sval břišní, zádové svaly a deltové svaly v menší míře) a nepatrně i na bicepsy. Cvik lze změnou polohy rukou různě obměňovat a tím měnit zatížení jednotlivých svalů. Kliky jsou základním cvičením v atletice, obecně tělesném rozvoji a vojenském fyzickém tréninku. Jsou také běžná forma potrestání používaného v armádě, sportovních školách a školách bojových umění.

## Provedení kliku

### Standardní klik

Animace kliku

Cvik se provádí na podložce. Ruce jsou na ni položeny tak, aby byly stejně daleko od sebe jako ramena (pod nimi). Během celého cviku se dotýká cvičenec země jen dlaněmi a špičkami nohou. Trup, břicho a nohy musí být celou dobu provádění kliku v rovině.
Jedno opakování cviku začíná pokrčením rukou v loktech a pomalým spouštěním hrudníku dolů, těsně nad podložku. V tom okamžiku nastává změna a cvičenec vytlačí hrudník zpět nahoru do výchozí polohy. Důležité je nepřerušovat napětí prsního svalstva, ve spodní poloze nelehat na zem a ve svrchní poloze nepropínat lokty. Spousta začátečníků provádí pomocné pohyby pánve a zadku, které snižují efektivitu cviku a nebo neudržují trup, břicho a nohy v rovině, to kvůli nedostatečně rozvinutému svalstvu břicha. Musí pracovat pouze hrudník, ostatní části těla jsou fixované.
Nadechovat se při pohybu dolů a vydechovat při pohybu nahoru.
Tato varianta kliku posiluje tricepsy a prsní svaly, v menší míře i ramenní a také břišní i zádové svaly.

### Klik na kolenou
Takzvaný dámský klik je jednodušší variantou kliku. Cvik se provádí s tím rozdílem, že se během něho neopírá o špičky chodidel, ale o kolena. Je to výborná varianta pro začátečníky, protože na paže nejsou vyvíjeny takové tlaky, které by cvičenec nezvládl.

### Úzký klik

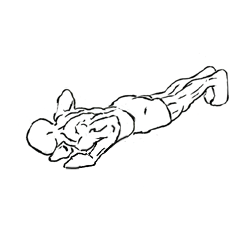

Paže se v této variantě cviku spouští podél těla, zhruba na šířku ramen. Na rozdíl od standardního kliku nesměřují lokty do stran, ale dozadu a je nutné je držet u těla. Více zaměřeno na tricepsy.

### Široké kliky
V této variantě jsou paže dále od sebe než u standardních kliků, více se tak zapojují svaly ramen (deltový sval).

### Diamantové kliky
V této variantě se ukazováčky a palce paží dotýkají a vytváří tak obrazec, který vypadá jako diamant; lokty jsou drženy co nejblíže k tělu. Tato varianta je ještě více zaměřena na tricepsy než úzký klik.

### Klik s vyvýšenýma nohama

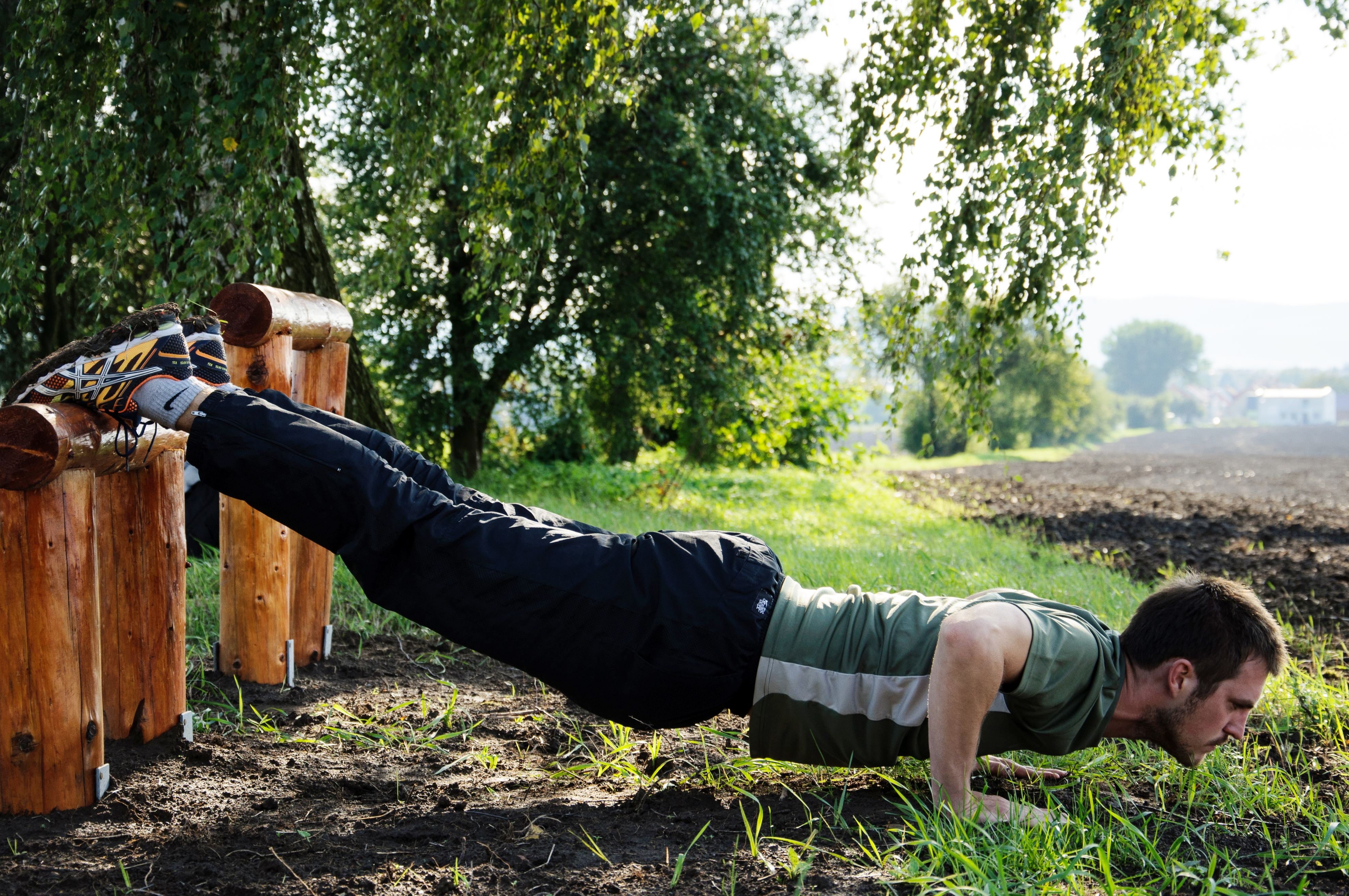

Tato varianta počítá s nohama podepřenýma ve výši ramen o nějakou překážku. Ideální je například lavička nebo gymnastický míč. Tato varianta je více zaměřená na ramenní svaly.

### Výbušné kliky
Tato varianta vychází ze standardního kliku. V této variantě je důležité se odrazit od země, někdy je klik doplněn i tlesknutím. Tento cvik rozvíjí výbušnost zapojených svalů.

### Lukostřelecké kliky
Tento druh kliků vychází ze širokých kliků, s tím rozdílem, že místo aby byl klik prováděn rovnoměrně oběma pažemi, tak v této variantě je střídavě jedna paže vždy napnutá (ale dlaň se vždy dotýká stejného místa na zemi) a druhá dělá klik. To způsobí, že tělo, když dělá klik, vždy přesune do strany paže, která zrovna vykonává práci.

### Pavoučí kliky
Tato varianta opět vychází ze standardního kliku. Tato varianta je náročné pro břišní svaly šikmé, protože se v průběhu cviku vždy na střídačku zvedá do boku směrem k lokti vždy jedna noha.

### Ramenní kliky
Tato varianta se liší od standardního tím, že během něho není trup s nohama ve vodorovné přímce, ale nohy s trupem jsou v pravém úhlu, jakoby v předklonu. Klik je zaměřen na ramena. Čím se budou ruce dotýkat země blíže nohám, tím více budou zatížené ramenní svaly oproti prsním.

### Kliky na jedné ruce
Obtížná varianta kliku, které opět vychází ze standardního provedení. V této variantě je jedna ruka za zády a druhou je prováděn klik. Nohy jsou široce roztaženy. Důležité je provádět na každou ruku stejný počet opakování.

### Kliky ze stojky s oporou nohou
Jedna z obtížnějších variant cviku, ve které se už nohy nedotýkají země, ale jsou opřeny ve stojce o zeď. Cvik je obtížný, ať už z hlediska síly cvičence nebo koordinace pohybů, protože už při malé chybě hrozí zranění. Cvik se provádí ze stojky (například opřené o zeď), ruce jsou zhruba na šířce ramen. Opakování se provádí spuštěním celého těla a po dotyku hlavy se zemí je vytlačeno tělo zpět nahoru.

### Kliky ze stojky bez doteku nohou
Nejobtížnější varianta cviku. Cvik začíná ve stojce, ruce jsou trochu šíř než na šířku ramen a tělo je svisle vzhůru. Opakování se provádí spuštěním celého těla dolů a držením ho ve vodorovné pozici, pak ještě spuštěním (pouze na pažích, bez dotyku nohou) k zemi, vytlačením nahoru do vodorovné polohy a dalším vytlačením nahoru do stojky. Cvik je vysoce náročný na koordinaci, sílu a koncentraci, protože je nutnou během celého cviku mít váhu celého těla jenom v rukou a přes páku ramen a břicha zvedat celé tělo.

### Dand

Dand, také známý jako hindský push-up

Nejzákladnější forma dand začíná od pozice jógy směrem dolů a přechází do pozice pozice kobry. To je také známé jako hindský push-up. To je obyčejné v indické fyzické kultuře a indických bojových uměních, zvláště Pehlwani. Bruce Lee to také používal ve svém tréninkovém režimu a označoval jej jako „kočičí úsek“. Jedná se o efektivní cvičení síly jádra, protože dynamicky zahrnuje jak přední, tak zadní řetězce harmonickým způsobem. Existuje mnoho variací hindského push-upu, i když většina zahrnuje dvě polohy použité v nejzákladnější verzi.